# Portada/efemèride abril 16
Madeleine Zillhardt, en una pintura de la seva parella Louise Catherine Breslau
« 15 d'abril · 16 d'abril · 17 d'abril »